# カカタ
カカタ（英語: Kakata）はリベリアの都市である。マージビ郡の中心地（郡都）である。

## 交通

### 道路
モンロビアとアスファルト舗装の道路で結ばれている。